# なんでやねんねん
『なんでやねんねん』は、浜田雅功が2015年12月16日に浜田ばみゅばみゅ名義で発表したシングル。

## 解説
テレビ番組『ダウンタウンのガキの使いやあらへんで!!』の企画として2015年5月から始まった「浜田アイドル化計画」の一環として浜田ばみゅばみゅのキャラクター作りが行われた。同年11月24日に放送された音楽番組『ベストアーティスト2015』にてデビュー曲として本楽曲が披露された。その放送終了後、110か国のiTunesで配信が行われ、同年12月16日にはシングルCDとして発売された。
浜田ばみゅばみゅはきゃりーぱみゅぱみゅの妹分という設定であり、増田セバスチャンをはじめとするきゃりーぱみゅぱみゅの関係者がプロデュースに関わった。
Billboard Japan Hot 100では、back number「クリスマスソング」に続いて週間チャート2位を獲得し、Twitterの指標では1位を記録した。
ABCテレビの報道番組『キャスト』の月曜日に放送されている「なんでやねん!?」コーナーでは、本楽曲がCM前コーナー告知やVTR終了時のBGMとして使用されている。

## 収録楽曲
- 全作曲・作詞・編曲：中田ヤスタカ（CAPSULE）

1. なんでやねんねん
2. なんでやねんねん -remix-
3. なんでやねんねん -instrumental-

## 反響
モデルプレスは、Youtube上で公開された本楽曲のプロモーションビデオ（ショートバージョン）に対する海外の反応として素直に褒める声があった一方、楽曲の背景を知らずに困惑したのち、ユーザー同士のやり取りを通じて背景を知って納得したと思われる書き込みもあったことを報じた。

## 評価
CUTの編集者の一人である古河は、自ら築き上げたものを客観的にかつ徹底的にセルフパロディする中田ヤスタカの姿勢を評価し、本楽曲を「批評的なパロディを行うわけでもなく、きゃりーぱみゅぱみゅの音楽を大胆に解体・再構築したうえで、さらにわかりやすい「何か」が見えるか、「かわいい」を超越した何かが浮かび上がるかを追求した真面目な作品」と評した
また、古河は、中田が『ガキ使』の企画に参加した理由を「単なる話題的な面白さではなく、ポップミュージックとしての新たな扉の開け方の存在を感じたのではないか」と見ている。